# Distretto di Shimomashiki
Il Distretto di Shimomashiki (下益城郡, Shimomashiki-gun?) è uno dei distretti del Giappone ed è situato nella prefettura di Kumamoto.
Attualmente ne fa parte solo il comune di Misato.
| Controllo di autorità | VIAF (EN) 257871031 · NDL (EN, JA) 00630919 |